# Campionato mondiale Supersport 2018
Il campionato mondiale Supersport 2018 è la ventesima edizione del campionato mondiale Supersport.
Il titolo piloti è stato vinto, nella sua stagione d'esordio in questo campionato, da Sandro Cortese, con una Yamaha YZF-R6 del team finlandese Kallio Racing. Cortese ottiene due vittorie su dodici gare in calendario e, grazie ad una certa costanza nei piazzamenti, stacca di ventitré punti il più vicino degli inseguitori, il francese Lucas Mahias. Terzo Jules Cluzel che ottiene il maggior numero di vittorie stagionali.
Tra i costruttori prevale Yamaha che vince tutte le gare in calendario e stacca di centosessantadue punti la più diretta delle concorrenti: l'italiana MV Agusta. Terzo posto per Honda che ottiene un unico podio stagionale in Portogallo.

## Piloti partecipanti
fonte
Tutte le motociclette in competizione sono equipaggiate con pneumatici forniti dalla Pirelli. Insieme ai piloti che concorrono per il mondiale Supersport, vi sono alcuni piloti (indicati in tabella come piloti della "classe ESS") che concorrono per la coppa Europa (pertanto sono iscritti solo ai GP corsi in territorio Europeo).
| Nº  | Pilota                   | Squadra                               | Motocicletta        | Classe |
| --- | ------------------------ | ------------------------------------- | ------------------- | ------ |
| 3   | Raffaele De Rosa         | MV Agusta Reparto Corse by Vamag      | MV Agusta F3 675    |        |
| 4   | Jack Kennedy             | Profile Racing                        | Triumph Daytona 675 |        |
| 5   | Ratthapong Wilairot      | Yamaha Thailand Racing                | Yamaha YZF R6       |        |
| 6   | Corentin Perolari        | GMT94 Yamaha                          | Yamaha YZF R6       |        |
| 7   | Tom Toparis              | Cube Racing                           | Kawasaki ZX-6R      |        |
| 10  | Nacho Calero             | Orelac Racing VerdNatura              | Kawasaki ZX-6R      |        |
| 11  | Sandro Cortese           | Kallio Racing                         | Yamaha YZF R6       |        |
| 12  | Alex Murley              | Gemar Team Lorini                     | Honda CBR600RR      |        |
| 13  | Anthony West             | EAB antwest Racing                    | Kawasaki ZX-6R      |        |
| 14  | Michal Chalupa           | Czech Road Racing Team Chalupari      | Yamaha YZF R6       |        |
| 15  | Alfonso Coppola          | GRT Yamaha                            | Yamaha YZF R6       | ESS    |
| 16  | Jules Cluzel             | NRT                                   | Yamaha YZF R6       |        |
| 19  | Alex Baldolini           | Gemar Team Lorini                     | Honda CBR600RR      |        |
| 21  | Randy Krummenacher       | Bardahl Evan Bros.                    | Yamaha YZF R6       |        |
| 22  | Eemeli Lahti             | Sterkman Motorsport by HRP            | Suzuki GSX-R600     | ESS    |
| 23  | Max Enderlein            | Freudenberg World SSP Team            | Yamaha YZF R6       |        |
| 24  | Decha Kraisart           | Yamaha Thailand Racing                | Yamaha YZF R6       |        |
| 25  | Azlan Shah Kamaruzaman   | Kawasaki Puccetti Racing              | Kawasaki ZX-6R      |        |
| 29  | Ted Collins              | GoEleven Kawasaki                     | Kawasaki ZX-6R      |        |
| 32  | Sheridan Morais          | Kawasaki Puccetti Racing              | Kawasaki ZX-6R      |        |
| 33  | Kevin Van Leuven         | EAB antwest Racing                    | Kawasaki ZX-6R      |        |
| 34  | Javier Ezequiel Iturrioz | GoEleven Kawasaki                     | Kawasaki ZX-6R      |        |
| 35  | Stefan Hill              | Profile Racing                        | Triumph Daytona 675 |        |
| 36  | Thomas Gradinger         | NRT                                   | Yamaha YZF R6       |        |
| 38  | Hannes Soomer            | Racedays                              | Honda CBR600RR      |        |
| 39  | Borja Quero Martinez     | Emperador Racing                      | Yamaha YZF R6       |        |
| 42  | Marco Bussolotti         | Rosso Corsa                           | Yamaha YZF R6       |        |
| 43  | Stefano Valtulini        | Pleo Racing                           | Kawasaki ZX-6R      |        |
| 44  | Luigi Morciano           | GoEleven Kawasaki                     | Kawasaki ZX-6R      |        |
| 47  | Rob Hartog               | Hartog - Against Cancer               | Kawasaki ZX-6R      | ESS    |
| 48  | Gergő Molnár             | Vepp Racing                           | Honda CBR600RR      |        |
| 49  | Sam Hornsey              | Profile Racing                        | Triumph Daytona 675 |        |
| 50  | Kengo Nagao              | Kawasaki Puccetti Racing              | Kawasaki ZX-6R      |        |
| 51  | Glenn van Straalen       | EAB antwest Racing                    | Kawasaki ZX-6R      |        |
| 52  | Marco Malone             | Greenspeed                            | Kawasaki ZX-6R      |        |
| 53  | Nicola Jr. Morrentino    | Renzi Corse                           | Kawasaki ZX-6R      |        |
| 54  | Kenan Sofuoğlu           | Kawasaki Puccetti Racing              | Kawasaki ZX-6R      |        |
| 55  | Massimo Roccoli          | G.A.S. Racing                         | Yamaha YZF R6       |        |
| 56  | Péter Sebestyén          | SSP Hungary Racing                    | Kawasaki ZX-6R      | ESS    |
| 56  | Péter Sebestyén          | CIA Landlord Insurance Honda          | Honda CBR600RR      |        |
| 60  | Lorenzo Gabellini        | G.A.S. Racing                         | Yamaha YZF R6       |        |
| 61  | Ryan Vickers             | CIA Landlord Insurance Honda          | Honda CBR600RR      |        |
| 63  | Davide Stirpe            | Extreme Racing Bardahl                | MV Agusta F3 675    |        |
| 64  | Federico Caricasulo      | GRT Yamaha                            | Yamaha YZF R6       |        |
| 65  | Michael Canducci         | GoEleven Kawasaki                     | Kawasaki ZX-6R      |        |
| 65  | Michael Canducci         | Floramo Monaco Racing                 | Honda CBR600RR      |        |
| 65  | Michael Canducci         | Rosso e Nero                          | Yamaha YZF R6       |        |
| 66  | Niki Tuuli               | CIA Landlord Insurance Honda          | Honda CBR600RR      |        |
| 67  | Gaetan Matern            | Flembbo Leader                        | Kawasaki ZX-6R      |        |
| 69  | Pierre Coppa             | Motor Village 69 Racing               | Honda CBR600RR      |        |
| 70  | Miquel Pons              | H43 Team Nobby Denson                 | Kawasaki ZX-6R      |        |
| 71  | Marco Muzio              | The BlackSheep                        | Yamaha YZF-R6       |        |
| 74  | Jaimie van Sikkelerus    | Gemar Team Lorini                     | Honda CBR600RR      |        |
| 75  | Ivo Miguel Lopez         | Eni Motor 7 Pequeño Motos             | Yamaha YZF R6       |        |
| 77  | Wayne Tessels            | Chromeburner Wayne's Racingteam MtM   | Kawasaki ZX-6R      | ESS    |
| 78  | Hikari Ōkubo             | Kawasaki Puccetti Racing              | Kawasaki ZX-6R      |        |
| 80  | Maximilien Bau           | MAXIGP108                             | Yamaha YZF-R6       |        |
| 81  | Luke Stapleford          | Profile Racing                        | Triumph Daytona 675 |        |
| 81  | Luke Stapleford          | Profile Racing                        | Yamaha YZF R6       |        |
| 82  | Pauli Pekkanen           | Paukku Racing                         | Triumph Daytona 675 |        |
| 83  | Lachlan Epis             | GoEleven Kawasaki                     | Kawasaki ZX-6R      |        |
| 84  | Loris Cresson            | Kallio Racing                         | Yamaha YZF R6       |        |
| 86  | Ayrton Badovini          | MV Agusta Reparto Corse by Vamag      | MV Agusta F3 675    |        |
| 88  | Christian Stange         | GoEleven Kawasaki                     | Kawasaki ZX-6R      |        |
| 93  | Roberto Mercandelli      | Scuderia Improve - Firenze Motor      | Honda CBR600RR      |        |
| 94  | Mike Di Meglio           | GMT94 Yamaha                          | Yamaha YZF R6       |        |
| 96  | Andrew Irwin             | CIA Landlord Insurance Honda          | Honda CBR600RR      |        |
| 97  | Richárd Bódis            | Nordfilm Packaging SSP Hungary Racing | Kawasaki ZX-6R      | ESS    |
| 98  | Héctor Barberá           | Kawasaki Puccetti Racing              | Kawasaki ZX-6R      |        |
| 99  | Thitipong Warokorn       | Core Kawasaki Thailand Racing         | Kawasaki ZX-6R      |        |
| 111 | Kyle Smith               | Gemar Team Lorini                     | Honda CBR600RR      |        |
| 111 | Kyle Smith               | CIA Landlord Insurance Honda          | Honda CBR600RR      |        |
| 144 | Lucas Mahias             | GRT Yamaha                            | Yamaha YZF R6       |        |

| Legenda            |
| ------------------ |
| Pilota wildcard    |
| Pilota sostitutivo |

## Calendario
| Nº | Data         | Gran Premio | Circuito             | Pole Position       | Vincitore Gara      | Leader del campionato | Resoconto |
| -- | ------------ | ----------- | -------------------- | ------------------- | ------------------- | --------------------- | --------- |
| 1  | 25 febbraio  | Australia   | Phillip Island       | Lucas Mahias        | Lucas Mahias        | Lucas Mahias          | Resoconto |
| 2  | 25 marzo     | Thailandia  | Buriram              | Lucas Mahias        | Randy Krummenacher  | Randy Krummenacher    | Resoconto |
| 3  | 15 aprile    | Aragona     | Aragón               | Sandro Cortese      | Sandro Cortese      | Lucas Mahias          | Resoconto |
| 4  | 22 aprile    | Paesi Bassi | Assen                | Sandro Cortese      | Jules Cluzel        | Lucas Mahias          | Resoconto |
| 5  | 13 maggio    | Italia      | Imola                | Lucas Mahias        | Jules Cluzel        | Randy Krummenacher    | Resoconto |
| 6  | 27 maggio    | Regno Unito | Donington            | Jules Cluzel        | Sandro Cortese      | Sandro Cortese        | Resoconto |
| 7  | 10 giugno    | Rep. Ceca   | Brno                 | Sandro Cortese      | Jules Cluzel        | Sandro Cortese        | Resoconto |
| 8  | 8 luglio     | Italia      | Misano               | Federico Caricasulo | Federico Caricasulo | Sandro Cortese        | Resoconto |
| 9  | 16 settembre | Portogallo  | Portimão             | Lucas Mahias        | Lucas Mahias        | Sandro Cortese        | Resoconto |
| 10 | 30 settembre | Francia     | Magny-Cours          | Federico Caricasulo | Jules Cluzel        | Sandro Cortese        | Resoconto |
| 11 | 14 ottobre   | Argentina   | San Juan de Villicum | Lucas Mahias        | Jules Cluzel        | Sandro Cortese        | Resoconto |
| 12 | 27 ottobre   | Qatar       | Losail               | Lucas Mahias        | Lucas Mahias        | Sandro Cortese        | Resoconto |

## Classifiche

### Classifica Piloti

#### Mondiale
| Pos. | Pilota                 | Moto                     |     |     |     |     |     |     |     |     |     |     |     |     | P.ti |
| ---- | ---------------------- | ------------------------ | --- | --- | --- | --- | --- | --- | --- | --- | --- | --- | --- | --- | ---- |
| 1    | Sandro Cortese         | Yamaha                   | 3   | 4   | 1   | 6   | 4   | 1   | 2   | 3   | 6   | 2   | 2   | 2   | 208  |
| 2    | Lucas Mahias           | Yamaha                   | 1   | 2   | 4   | 4   | 8   | 5   | 4   | Rit | 1   | 3   | 3   | 1   | 185  |
| 3    | Jules Cluzel           | Yamaha                   | 7   | Rit | 3   | 1   | 1   | 2   | 1   | 4   | Rit | 1   | 1   | Rit | 183  |
| 4    | Randy Krummenacher     | Yamaha                   | 2   | 1   | 11  | 2   | 5   | 4   | 5   | 5   | 5   | 5   | 6   | 5   | 159  |
| 5    | Federico Caricasulo    | Yamaha                   | 4   | 3   | 2   | Rit | 2   | 6   | Rit | 1   | 2   | 13  | Rit | 3   | 143  |
| 6    | Raffaele De Rosa       | MV Agusta                | 6   | 7   | Rit | 3   | 3   | 3   | 3   | 2   | 4   | 7   | Rit | 8   | 133  |
| 7    | Thomas Gradinger       | Yamaha                   | 10  | 11  | 23  | 9   | 12  | 8   | 6   | Rit | 9   | 4   | 4   | 4   | 86   |
| 8    | Kyle Smith             | Honda                    | 8   | Rit | 5   | Rit | 24  | 13  | 8   | 7   | 3   | 8   | 7   | Rit | 72   |
| 9    | Luke Stapleford        | Triumph e Yamaha         | 5   | 10  | 6   | 5   | 9   | 16  | 18  | 14  | 12  | 15  | 12  | Rit | 56   |
| 10   | Anthony West           | Kawasaki                 | Rit | 6   | 9   | NP  | 6   | 11  | 7   | 6   |     |     |     |     | 51   |
| 11   | Ayrton Badovini        | MV Agusta                | 9   | 15  | Rit | 12  | Rit | 7   | Rit | 10  | 8   | 12  | 11  | 11  | 49   |
| 12   | Loris Cresson          | Yamaha                   | 12  | 13  | 12  | 10  | 13  | 12  | 10  | Rit |     | 18  | 10  | 12  | 40   |
| 13   | Hikari Ōkubo           | Kawasaki                 | 14  | 19  | Rit | Rit | 10  | Rit | 13  | 9   | 10  | 9   | 8   | Rit | 39   |
| 14   | Niki Tuuli             | Honda                    | 11  | 9   | 8   | 7   | 7   |     |     |     |     |     |     |     | 38   |
| 15   | Corentin Perolari      | Yamaha                   |     |     | 16  |     |     | 15  |     | 12  | Rit | 6   | 5   | 6   | 36   |
| 16   | Hannes Soomer          | Honda                    | Rit | 17  | 18  | 11  | 16  | 14  | 12  | 15  | 7   | 11  | 13  | 9   | 36   |
| 17   | Héctor Barberá         | Kawasaki                 |     |     |     |     |     |     |     |     | 11  | 10  | 9   | 7   | 27   |
| 18   | Rob Hartog             | Kawasaki                 |     |     | 10  | 8   | 11  | Rit | 11  | 13  | SQ  | 17  |     |     | 27   |
| 19   | Sheridan Morais        | Kawasaki                 |     |     | 7   | Rit |     | 9   | Rit | Rit |     |     |     |     | 16   |
| 20   | Thitipong Warokorn     | Kawasaki                 |     | 5   |     |     |     |     |     |     |     |     |     |     | 11   |
| 21   | Eemeli Lahti           | Suzuki                   |     |     | 13  | 15  | Rit | 18  | 9   | Rit |     |     |     |     | 11   |
| 22   | Andrew Irwin           | Honda                    |     | 20  | 20  | 13  | 14  | 11  | 17  |     |     |     |     |     | 11   |
| 23   | Péter Sebestyén        | Kawasaki e Honda         |     |     | 21  | 19  | 17  |     |     | 17  | Rit | 14  | 15  | 10  | 9    |
| 24   | Lorenzo Gabellini      | Yamaha                   |     |     |     |     | 20  |     |     | 8   |     |     |     |     | 8    |
| 25   | Rattapong Wilairot     | Yamaha                   |     | 8   |     |     |     |     |     |     |     |     |     |     | 8    |
| 26   | Marco Bussolotti       | Yamaha                   |     |     |     |     |     |     |     | 11  |     |     |     |     | 5    |
| 27   | Jaimie van Sikkelerus  | Honda                    | 16  | 21  | 19  | Rit | Rit | Rit | NP  | 22  | 14  | Rit | 18  | 13  | 5    |
| 28   | Christian Stange       | Kawasaki                 |     |     |     |     |     |     |     | Rit | 15  | 16  | 14  | 14  | 5    |
| 29   | Jack Kennedy           | Triumph                  |     | 12  |     |     |     |     |     |     |     |     |     |     | 4    |
| 30   | Miquel Pons            | Kawasaki                 |     |     |     |     |     |     |     |     | 13  |     |     |     | 3    |
| 31   | Kenan Sofuoğlu         | Kawasaki                 | 13  | Inf | Inf | Inf | Rit |     |     |     |     |     |     |     | 3    |
| 32   | Alfonso Coppola        | Yamaha                   |     |     | Rit | 20  | 19  | 19  | 14  | 23  | 19  | 25  |     |     | 2    |
| 33   | Wayne Tessels          | Kawasaki                 |     |     | 22  | 14  | 21  | 20  | 20  | 20  | Rit | 19  |     |     | 2    |
| 34   | Michael Canducci       | Kawasaki, Honda e Yamaha | Rit |     | 14  | Rit | 18  | 21  | 16  | 19  |     |     |     |     | 2    |
| 35   | Decha Kraisart         | Yamaha                   |     | 14  |     |     |     |     |     |     |     |     |     |     | 2    |
| 36   | Nacho Calero           | Kawasaki                 | 18  | Rit | 17  | 17  | 22  | Rit | 21  | Rit | Rit | 24  | 20  | 15  | 1    |
| 37   | Alex Baldolini         | Honda                    |     |     |     |     |     |     | 15  | Rit |     |     |     |     | 1    |
| 38   | Nicola Jr. Morrentino  | Kawasaki                 |     |     |     |     | 15  |     |     |     |     |     |     |     | 1    |
| 39   | Stefan Hill            | Triumph                  | NP  |     | 15  | 16  | 23  | 17  | Rit | Rit |     |     |     |     | 1    |
| 40   | Tom Toparis            | Kawasaki                 | 15  |     |     |     |     |     |     |     |     |     |     |     | 1    |
| NC   | Alex Murley            | Honda                    |     |     |     |     |     |     |     |     | Rit | 26  | 19  | 16  | 0    |
| -    | Ezequiel Iturrioz      | Kawasaki                 |     |     |     |     | Rit | 22  | 23  | 21  | 17  | 20  | 16  | Rit | 0    |
| -    | Samuel Hornsey         | Triumph                  |     |     |     |     |     |     |     |     | 16  | 21  | 17  | Rit | 0    |
| -    | Davide Stirpe          | MV Agusta                |     |     |     |     | NP  |     |     | 16  |     |     |     |     | 0    |
| -    | Azlan Shah Kamaruzaman | Kawasaki                 |     | 16  |     |     |     |     |     |     |     |     |     |     | 0    |
| -    | Mike Di Meglio         | Yamaha                   | 17  | 18  |     |     |     |     |     |     |     |     |     |     | 0    |
| -    | Kengo Nagao            | Kawasaki                 |     |     |     |     |     |     |     |     | 18  |     |     |     | 0    |
| -    | Roberto Mercandelli    | Honda                    |     |     |     |     |     |     |     | 18  |     |     |     |     | 0    |
| -    | Vasco van del Valk     | Yamaha                   |     |     |     | 18  |     |     |     |     |     |     |     |     | 0    |
| -    | Max Enderlein          | Yamaha                   |     |     |     |     |     |     | 19  |     |     |     |     |     | 0    |
| -    | Kevin van Leuven       | Kawasaki                 |     |     |     |     |     |     |     |     |     | 22  |     |     | 0    |
| -    | Luigi Morciano         | Kawasaki                 |     |     |     |     |     |     | 22  |     |     |     |     |     | 0    |
| -    | Ted Collins            | Kawasaki                 |     | 22  |     |     |     |     |     |     |     |     |     |     | 0    |
| -    | Pauli Pekkanen         | Triumph                  |     |     |     |     |     |     |     |     |     | 23  |     |     | 0    |
| -    | Michal Chalupa         | Yamaha                   |     |     |     |     |     |     | 24  |     |     |     |     |     | 0    |
| -    | Lachlan Epis           | Kawasaki                 | Rit | Rit | 24  | Rit |     |     |     |     |     |     |     |     | 0    |
| -    | Pierre Coppa           | Yamaha                   |     |     |     |     |     |     | 25  |     |     |     |     |     | 0    |
| -    | Borja Quero            | Yamaha                   |     |     |     |     |     |     |     |     | NC  |     |     |     | 0    |
| -    | Glenn van Straalen     | Kawasaki                 |     |     |     |     |     |     |     |     |     |     | Rit | Rit | 0    |
| -    | Gaëtan Matern          | Kawasaki                 |     |     |     |     |     |     |     |     |     | Rit |     |     | 0    |
| -    | Maximilien Bau         | Yamaha                   |     |     |     |     |     |     |     |     |     | Rit |     |     | 0    |
| -    | Marco Muzio            | Yamaha                   |     |     |     |     |     |     |     |     |     | Rit |     |     | 0    |
| -    | Ivo Lopes              | Yamaha                   |     |     |     |     |     |     |     |     | Rit |     |     |     | 0    |
| -    | Stefano Valtunini      | Kawasaki                 |     |     |     |     |     |     |     | Rit |     |     |     |     | 0    |
| -    | Richárd Bódis          | Kawasaki                 |     |     |     |     |     |     |     | Rit |     |     |     |     | 0    |
| -    | Gergő Molnár           | Honda                    |     |     |     |     |     |     | Rit |     |     |     |     |     | 0    |
| -    | Ryan Vickers           | Honda                    |     |     |     |     |     | Rit |     |     |     |     |     |     | 0    |
| -    | Marco Malone           | Kawasaki                 |     |     |     |     | Rit |     |     |     |     |     |     |     | 0    |
| -    | Massimo Roccoli        | Yamaha                   |     |     |     |     | Rit |     |     |     |     |     |     |     | 0    |
| Pos  | Pilota                 | Moto                     |     |     |     |     |     |     |     |     |     |     |     |     | P.ti |

| Legenda | 1º posto        | 2º posto            | 3º posto           | A punti      | Senza punti        | Grassetto – Pole position Corsivo – Giro più veloce |
| Legenda | Gara non valida | Non qual./Non part. | Ritirato/Non class | Squalificato | '-' Dato non disp. | Grassetto – Pole position Corsivo – Giro più veloce |

#### Coppa Europa
| Pos. | Pilota          | Moto     |     |    |     |     |    |     |     |    | P.ti |
| ---- | --------------- | -------- | --- | -- | --- | --- | -- | --- | --- | -- | ---- |
| 1    | Rob Hartog      | Kawasaki | 10  | 8  | 11  | Rit | 11 | 13  | SQ  | 17 | 27   |
| 2    | Eemeli Lahti    | Suzuki   | 13  | 15 | Rit | 18  | 9  | Rit |     |    | 11   |
| 3    | Alfonso Coppola | Yamaha   | Rit | 20 | 19  | 19  | 14 | 23  | 19  | 25 | 2    |
| 4    | Wayne Tessels   | Kawasaki | 22  | 14 | 21  | 20  | 20 | 20  | Rit | 19 | 2    |
| NC   | Péter Sebestyén | Kawasaki | 21  | 19 | 17  |     |    |     |     |    | 0    |
| -    | Richárd Bódis   | Kawasaki |     |    |     |     |    | Rit |     |    | 0    |
| Pos. | Pilota          | Moto     |     |    |     |     |    |     |     |    | P.ti |

| Legenda | 1º posto        | 2º posto            | 3º posto           | A punti      | Senza punti        | Grassetto – Pole position Corsivo – Giro più veloce |
| Legenda | Gara non valida | Non qual./Non part. | Ritirato/Non class | Squalificato | '-' Dato non disp. | Grassetto – Pole position Corsivo – Giro più veloce |

### Sistema di punteggio
| Pos.  | 1  | 2  | 3  | 4  | 5  | 6  | 7 | 8 | 9 | 10 | 11 | 12 | 13 | 14 | 15 | 16> |
| Punti | 25 | 20 | 16 | 13 | 11 | 10 | 9 | 8 | 7 | 6  | 5  | 4  | 3  | 2  | 1  | 0   |

### Classifica costruttori
| Pos. | Costruttore | Motocicletta |    |    |     |    |     |    |     |     |    |    |    |     | P.ti |
| ---- | ----------- | ------------ | -- | -- | --- | -- | --- | -- | --- | --- | -- | -- | -- | --- | ---- |
| 1    | Yamaha      | YZF-R6       | 1  | 1  | 1   | 1  | 1   | 1  | 1   | 1   | 1  | 1  | 1  | 1   | 300  |
| 2    | MV Agusta   | F3 675       | 6  | 7  | Rit | 3  | 3   | 3  | 3   | 2   | 4  | 7  | 11 | 8   | 138  |
| 3    | Honda       | CBR600RR     | 8  | 9  | 5   | 7  | 7   | 10 | 8   | 7   | 3  | 8  | 7  | 9   | 107  |
| 4    | Kawasaki    | ZX-6R        | 13 | 5  | 7   | 8  | 6   | 9  | 7   | 6   | 10 | 9  | 8  | 7   | 97   |
| 5    | Triumph     | Daytona 675  | 5  | 10 | 6   | 5  | 9   | 17 | Rit | Rit | 16 | 21 | 17 | Rit | 45   |
| 6    | Suzuki      | GSX-R600     |    |    | 13  | 15 | Rit | 18 | 9   | Rit |    |    |    |     | 11   |